# The Academy (televisieserie)
The Academy of 學警雄心 is een Hongkongse politieserie, geproduceerd door TVB. Het openingslied "勇者" is gezongen door Rico Kwok, Zac Kao, Ron Ng en Sky. De serie gaat over een paar leerlingen van de Hong Kong Police training school (PTS). Ze leren in zevenentwintig weken hoe ze politieagent kunnen worden. On The First Beat is een vervolgserie van The Academy. In mei 2004 begon men met het maken van de serie The Academy.

## Casting
- Ron Ng als Chung Lap-Man 钟立文
- Sammul Chan als Wai Pak-Chi 韦柏翘
- Tavia Yeung als Ho Fa 何花
- Fiona Sit als Ma Yu-Lam 马霭琳
- Michael Miu als Lee Mun-Shing 李文升
- Chin Kar-Lok als Kok Ming-Cheung 曲明昌
- Mai Suet als Chan Yin-Ting 陈燕婷
- Deep Ng als Ho Ming 何明
- Liu Kai-Chi als Ho Sum 何琛
- Law Lan als Ho Cheung-Tsing 何张青
- Wu Fung als Chiu Tim-Fuk 赵添福
- Waise Lee als Chung Chi-Wah 钟志华
- Lau Kam-Ling als Ma-Cheung Wai-Sum 马张慧心
- Tang Ho-Kwong als Ma Fung-Tai 马丰泰
- Priscilla Ku als Ko Wai-Kwan 高慧君
- Lok Ying-Kwan als Kwok Pui 郭培
- Oscar Chan als Kwok Kai-Pong 郭启邦
- Chan Hoi-Yee/Chan Sze-Tsai als Yiu Ling-Ling 姚玲玲
- Anita Kwan als Yeung Pui-Kei 杨佩琪
- Lee Ka-Sing als Lam Suk-Chuen 林叔泉